# محمد عظیمی
محمد عظیمی (زادهٔ ۱۳۳۲ در مشهد) نمایندهٔ حوزهٔ انتخابیهٔ طرقبه و چناران در دورهٔ پنجم مجلس شورای اسلامی بوده‌است. وی پیش‌تر در دورهٔ سوم نیز عضو این مجلس بود.